# Feiertage in Litauen
In Litauen bestehen die im Folgenden aufgeführten Feiertage:

## Gesetzliche Feiertage
Diese Feiertage sind arbeitsfrei (bzw. Läden sind eingeschränkt geöffnet) und gelten landesweit (fällt der Feiertag auf einen Sonntag, ist der Montag nicht mehr arbeitsfrei):
| Feiertag (Deutsch)                                    | Feiertag (Litauisch)                                     | Datum                                                   |
| ----------------------------------------------------- | -------------------------------------------------------- | ------------------------------------------------------- |
| Neujahr                                               | Naujieji metai                                           | 1. Januar                                               |
| Tag der Wiederherstellung des litauischen Staates     | Lietuvos valstybės atkūrimo diena                        | 16. Februar                                             |
| Tag der Wiederherstellung der Unabhängigkeit Litauens | Lietuvos nepriklausomybės atkūrimo diena                 | 11. März                                                |
| Ostern                                                | Velykos                                                  | 1. Sonntag + 1. Montag nach dem 1. Vollmond im Frühling |
| Tag der Arbeit                                        | Tarptautinė darbo diena                                  | 1. Mai                                                  |
| Muttertag                                             | Motinos diena                                            | 1. Sonntag im Mai                                       |
| Vatertag                                              | Tėvo diena                                               | 1. Sonntag im Juni                                      |
| Johannistag                                           | Joninės (Rasos)                                          | 24. Juni                                                |
| Eigenstaatlichkeitstag                                | Valstybės (Lietuvos karaliaus Mindaugo karūnavimo) diena | 6. Juli                                                 |
| Mariä Himmelfahrt                                     | Žolinė (Švč. Mergelės Marijos ėmimo į dangų diena)       | 15. August                                              |
| Allerheiligen                                         | Visų šventųjų diena                                      | 1. November                                             |
| Allerseelen                                           | Mirusiųjų atminimo (Vėlinių) diena                       | 2. November                                             |
| Heiliger Abend                                        | Šv. Kūčios                                               | 24. Dezember                                            |
| Weihnachten                                           | Šv. Kalėdos                                              | 25. Dezember + 26. Dezember                             |